# Аамани
А́амани (англ. Aamani; род. 16 ноября 1973 года, Андхра-Прадеш, Индия) — южно-индийская актриса

 1990-х годов.

## Биография
Родилась в семье телугу прибрежной Андхры, которая осела в Бангалоре. У неё есть брат.
Снималась преимущественно в фильмах на телугу и тамильском языке. Она впервые появилась в главной роли в фильме Jamba Lakidi Pamba, который стал блокбастером.
Играла ведущие роли в 1993—1997 годах, а в 2010-х вернулась на экраны в качестве актрисы второго плана.
Она снялась в фильме Mr. Pellam режиссёра Бапу, выигравшем Национальную кинопремию за лучший художественный фильм в телугу. Обладательница двух Nandi Award за лучшую женскую роль в фильмах Subha Sankalpam и Mr. Pellam и Filmfare Award за лучшую женскую роль в фильме на телугу за фильм Subha Lagnam.
Аамани замужем за тамильским кинопродюсером KajaMydeen.